# 이병립 (1904년)
이병립은 지금 북한땅인 금강산 인근의 오지 마을인 강원도 통천군출신으로 연희전문학교에 입학한 수재였다. 화요회 외곽조직인 신흥청년동맹에 가담해 간부직을 맡았고, 1925년 가을 창립된 조선학생과학연구회의 대표격이었다.
조선공산당 김재봉 중앙이 와해되고 강달영 중앙이 들어섰을 때 고려공산청년회 책임비서였던 권오설에 의해 조선공산당에 입당했다.